# 1972-es NHL-amatőr draft
Az 1972-es NHL-amatőr draftot a kanadai Montréalban a Queen Elizabeth Hotelben tartották meg. Ez volt a tizedik National Hockey League draft.

## A draft

### Első kör
| #  | Játékos          | Poszt       | Nemzetiség | NHL-csapat            | Egyetem/junior/klub csapat       |
| -- | ---------------- | ----------- | ---------- | --------------------- | -------------------------------- |
| 1  | Billy Harris     | Jobb szélső | Kanada     | New York Islanders    | Toronto Marlboros (OHA)          |
| 2  | Jacques Richard  | Bal szélső  | Kanada     | Atlanta Flames        | Québec Remparts (QMJHL)          |
| 3  | Don Lever        | Center      | Kanada     | Vancouver Canucks     | Niagara Falls Flyers (OHA)       |
| 4  | Steve Shutt      | Bal szélső  | Kanada     | Montréal Canadiens    | Toronto Marlboros (OHA)          |
| 5  | Jim Schoenfeld   | Védő        | Kanada     | Buffalo Sabres        | Niagara Falls Flyers (OHA)       |
| 6  | Michel Larocque  | Kapus       | Kanada     | Montréal Canadiens    | Ottawa 67’s (OHA)                |
| 7  | Bill Barber      | Bal szélső  | Kanada     | Philadelphia Flyers   | Kitchener Rangers (OHA)          |
| 8  | Dave Gardner     | Center      | Kanada     | Montréal Canadiens    | Toronto Marlboros (OHA)          |
| 9  | Wayne Merrick    | Center      | Kanada     | St. Louis Blues       | Ottawa 67’s (OHA)                |
| 10 | Al Blanchard     | Bal szélső  | Kanada     | New York Rangers      | Kitchener Rangers (OHA)          |
| 11 | George Ferguson  | Center      | Kanada     | Toronto Maple Leafs   | Toronto Marlboros (OHA)          |
| 12 | Jerry Byers      | Bal szélső  | Kanada     | Minnesota North Stars | Kitchener Rangers (OHA)          |
| 13 | Phil Russell     | Védő        | Kanada     | Chicago Black Hawks   | Edmonton Oil Kings (WCHL)        |
| 14 | John Van Boxmeer | Védő        | Kanada     | Montréal Canadiens    | Guelph CMC′’s (SOJHL)            |
| 15 | Bob MacMillan    | Center      | Kanada     | New York Rangers      | St. Catharines Black Hawks (OHA) |
| 16 | Mike Bloom       | Bal szélső  | Kanada     | Boston Bruins         | St. Catharines Black Hawks (OHA) |
|    |                  |             |            |                       |                                  |

### Második kör
| #  | Játékos          | Poszt       | Nemzetiség | NHL-csapat              | Egyetem/junior/klub csapat    |
| -- | ---------------- | ----------- | ---------- | ----------------------- | ----------------------------- |
| 17 | Lorne Henning    | Center      | Kanada     | New York Islanders      | New Westminster Bruins (WCHL) |
| 18 | Dwight Bialowas  | Védő        | Kanada     | Atlanta Flames          | Regina Pats (WCHL)            |
| 19 | Bryan McSheffrey | Jobb szélső | Kanada     | Vancouver Canucks       | Ottawa 67’s (OMJHL)           |
| 20 | Don Kozak        | Jobb szélső | Kanada     | Los Angeles Kings       | Edmonton Oil Kings (WCHL)     |
| 21 | Larry Sacharuk   | Védő        | Kanada     | New York Rangers        | Saskatoon Blades (WCHL)       |
| 22 | Tom Cassidy      | Center      | Kanada     | California Golden Seals | Kitchener Rangers (OMJHL)     |
| 23 | Tom Bladon       | Védő        | Kanada     | Philadelphia Flyers     | Edmonton Oil Kings(WCHL)      |
| 24 | Jack Lynch       | Védő        | Kanada     | Pittsburgh Penguins     | Oshawa Generals (OMJHL)       |
| 25 | Larry Carriere   | Védő        | Kanada     | Buffalo Sabres          | Loyola Főiskola (CIAU)        |
| 26 | Pierre Guite     | Bal szélső  | Kanada     | Detroit Red Wings       | Pennsylvaniai Egyetem (ECAC)  |
| 27 | Randy Osburn     | Bal szélső  | Kanada     | Toronto Maple Leafs     | London Knights (OMJHL)        |
| 28 | Stan Weir        | Center      | Kanada     | California Golden Seals | Medicine Hat Tigers (WCHL)    |
| 29 | Brian Ogilvie    | Center      | Kanada     | Chicago Black Hawks     | Edmonton Oil Kings (WCHL)     |
| 30 | Bernie Lukowich  | Jobb szélső | Kanada     | Pittsburgh Penguins     | New Westminster Bruins (WCHL) |
| 31 | René Villemure   | Bal szélső  | Kanada     | New York Rangers        | Shawinigan Dynamos (QMJHL)    |
| 32 | Wayne Elder      | Védő        | Kanada     | Boston Bruins           | London Knights (OMJHL)        |
|    |                  |             |            |                         |                               |

### Harmadik kör
| #  | Játékos           | Poszt       | Nemzetiség                | NHL-csapat              | Egyetem/junior/klub csapat         |
| -- | ----------------- | ----------- | ------------------------- | ----------------------- | ---------------------------------- |
| 33 | Bob Nystrom       | Jobb szélső | Svédország                | New York Islanders      | Calgary Cenennials (WCHL)          |
| 34 | Jean Lemieux      | Védő        | Kanada                    | Atlanta Flames          | Sherbrooke Castors (QMJHL)         |
| 35 | Paul Raymer       | Bal szélső  | Kanada                    | Vancouver Canucks       | Peterborough Petes (OMJHL)         |
| 36 | Dave Hutchison    | Védő        | Kanada                    | Los Angeles Kings       | London Knights(OMJHL)              |
| 37 | Jim McMasters     | Védő        | Kanada                    | Buffalo Sabres          | Calgary Centennials (WCHL)         |
| 38 | Paul Shakes       | Védő        | Kanada                    | California Golden Seals | St. Catharines Black Hawks (OMJHL) |
| 39 | Jimmy Watson      | Védő        | Kanada                    | Philadelphia Flyers     | Calgary Centennials (WCHL)         |
| 40 | Denis Herron      | Kapus       | Kanada                    | Pittsburgh Penguins     | Trois-Rivières Draveurs (QMJHL)    |
| 41 | Jean Hamel        | Védő        | Kanada                    | St. Louis Blues         | Drummondville Rangers (QMJHL)      |
| 42 | Bob Krieger       | Center      | Amerikai Egyesült Államok | Detroit Red Wings       | Denveri Egyetem (WCHA)             |
| 43 | Denis Deslauriers | Védő        | Kanada                    | Toronto Maple Leafs     | Shawinigan Dynamos (QMJHL)         |
| 44 | Terry Ryan        | Center      | Kanada                    | Minnesota North Stars   | Hamilton Red Wings (OMJHL)         |
| 45 | Mike Veisor       | Kapus       | Kanada                    | Chicago Black Hawks     | Peterborough Petes (OMJHL)         |
| 46 | Ed Gilbert        | Center      | Kanada                    | Montréal Canadiens      | Hamilton Red Wings (OMJHL)         |
| 47 | Gerry Teeple      | Center      | Kanada                    | New York Rangers        | Cornwall Royals (QMJHL)            |
| 48 | Michel Boudreau   | Center      | Kanada                    | Boston Bruins           | Laval National (QMJHL)             |
|    |                   |             |                           |                         |                                    |

### Negyedik kör
| #  | Játékos            | Poszt       | Nemzetiség                | NHL-csapat              | Egyetem/junior/klub csapat    |
| -- | ------------------ | ----------- | ------------------------- | ----------------------- | ----------------------------- |
| 49 | Ron Smith          | Védő        | Kanada                    | New York Islanders      | Cornwall Royals (QMJHL)       |
| 50 | Don Martineau      | Jobb szélső | Kanada                    | Atlanta Flames          | New Westminster Bruins (WCHL) |
| 51 | Ron Homenuke       | Jobb szélső | Kanada                    | Vancouver Canucks       | Calgary Centennials (WCHL)    |
| 52 | John Dobie         | Védő        | Kanada                    | Los Angeles Kings       | Regina Pats (WCHL)            |
| 53 | Rychard Campeau    | Védő        | Kanada                    | Buffalo Sabres          | Sorel Éperviers (QMJHL)       |
| 54 | Claude St. Sauveur | Bal szélső  | Kanada                    | California Golden Seals | Sherbrooke Castors (QMJHL)    |
| 55 | Al MacAdam         | Jobb szélső | Kanada                    | Philadelphia Flyers     | Charlottetown Royals (MaJHL)  |
| 56 | Ron Lalonde        | Center      | Kanada                    | Pittsburgh Penguins     | Peterborough Petes (OMJHL)    |
| 57 | Murray Myers       | Jobb szélső | Kanada                    | St. Louis Blues         | Saskatoon Blades (WCHL)       |
| 58 | Danny Gruen        | Bal szélső  | Kanada                    | Detroit Red Wings       | Thunder Bay Vulcans (TBJHL)   |
| 59 | Brian Bowles       | Védő        | Kanada                    | Toronto Maple Leafs     | Cornwall Royals (QMJHL)       |
| 60 | Tom Thomson        | Védő        | Kanada                    | Minnesota North Stars   | Toronto Marlboros (OMJHL)     |
| 61 | Tom Peluso         | Bal szélső  | Amerikai Egyesült Államok | Chicago Black Hawks     | University of Denver (WCHA)   |
| 62 | Dave Elenbaas      | Kapus       | Kanada                    | Montréal Canadiens      | Cornell Egyetem (ECAC)        |
| 63 | Doug Horbul        | Bal szélső  | Kanada                    | New York Rangers        | Calgary Centennials(WCHL)     |
| 64 | Les Jackson        | Bal szélső  | Kanada                    | Boston Bruins           | New Westminster Bruins (WCHL) |
|    |                    |             |                           |                         |                               |

### Ötödik kör
| #  | Játékos          | Poszt       | Nemzetiség                | NHL-csapat              | Egyetem/junior/klub csapat         |
| -- | ---------------- | ----------- | ------------------------- | ----------------------- | ---------------------------------- |
| 65 | Richard Grenier  | Center      | Kanada                    | New York Islanders      | Sorel Éperviers (QMJHL)            |
| 66 | Bill Nyrop       | Védő        | Kanada                    | Montréal Canadiens      | Notre Dame Egyetem (WCHA)          |
| 67 | Larry Bolonchuk  | Védő        | Amerikai Egyesült Államok | Vancouver Canucks       | Winnipeg Jets (WCHL)               |
| 68 | Bernie Germain   | Kapus       | Kanada                    | Los Angeles Kings       | Regina Pats (WCHL)                 |
| 69 | Gilles Gratton   | Kapus       | Kanada                    | Buffalo Sabres          | Oshawa Generals (OMJHL)            |
| 70 | Tim Jacobs       | Védő        | Kanada                    | California Golden Seals | St. Catharines Black Hawks (OMJHL) |
| 71 | Daryl Fedorak    | Kapus       | Kanada                    | Philadelphia Flyers     | Victoria Cougars (WCHL)            |
| 72 | Brian Walker     | Center      | Kanada                    | Pittsburgh Penguins     | Calgary Centennials (WCHL)         |
| 73 | Dave Johnson     | Bal szélső  | Kanada                    | St. Louis Blues         | Cornwall Royals (WMJHL)            |
| 74 | Dennis Johnson   | Bal szélső  | Amerikai Egyesült Államok | Detroit Red Wings       | Észak-dakotai Egyetem (WCHA)       |
| 75 | Michel Plante    | Bal szélső  | Kanada                    | Toronto Maple Leafs     | Drummondville Rangers (QMJHL)      |
| 76 | Chris Ahrens     | Védő        | Amerikai Egyesült Államok | Minnesota North Stars   | Kitchener Rangers (OMJHL)          |
| 77 | Réjean Giroux    | Jobb szélső | Kanada                    | Chicago Black Hawks     | Québec Remparts (QMJHL)            |
| 78 | Jean-Paul Martin | Center      | Kanada                    | Atlanta Flames          | Shawinigan Dynamos (QMJHL)         |
| 79 | Marty Gateman    | Védő        | Kanada                    | New York Rangers        | Hamilton Red Wings (OMJHL)         |
| 80 | Brian Coates     | Bal szélső  | Kanada                    | Boston Bruins           | Brandon Wheat Kings (WCHL)         |
|    |                  |             |                           |                         |                                    |

### Hatodik kör
| #  | Játékos          | Poszt       | Nemzetiség                        | NHL-csapat              | Egyetem/junior/klub csapat       |
| -- | ---------------- | ----------- | --------------------------------- | ----------------------- | -------------------------------- |
| 81 | Derek Black      | Bal szélső  | Kanada                            | New York Islanders      | Calgary Centennials (WCHL)       |
| 82 | Frank Blum       | Kapus       | Kanada                            | Atlanta Flames          | Sarnia Legionnaires (WOHJL)      |
| 83 | Dave McLelland   | Kapus       | Kanada                            | Vancouver Canucks       | Brandon Wheat Kings (WCHL)       |
| 84 | Mike Usitalo     | Bal szélső  | Amerikai Egyesült Államok         | Los Angeles Kings       | Michigani Műszaki Egyetem (WCHA) |
| 85 | Peter McNab      | Center      | Amerikai Egyesült Államok/ Kanada | Buffalo Sabres          | Denveri Egyetem (WCHA)           |
| 86 | Jacques Lefebvre | Kapus       | Kanada                            | California Golden Seals | Shawnigan Dynamos (QMJHL)        |
| 87 | Dave Hasting     | Kapus       | Kanada                            | Philadelphia Flyers     | Charlottetown Royals (MaJHL)     |
| 88 | Jeff Ablett      | Bal szélső  | Kanada                            | Pittsburgh Penguins     | Medicine Hat Tigers (WCHL)       |
| 89 | Tom Simpson      | Jobb szélső | Kanada                            | St. Louis Blues         | Oshawa Generals (OMJHL)          |
| 90 | Bill Miller      | Védő        | Kanada                            | Detroit Red Wings       | Medicine Hat Tigers (WCHL)       |
| 91 | Dave Shardlow    | Bal szélső  | Kanada                            | Toronto Maple Leafs     | Flin Flon Bombers (WCHL)         |
| 92 | Steve West       | Center      | Kanada                            | Minnesota North Stars   | Oshawa Generals (OMJHL)          |
| 93 | Rob Palmer       | Center      | Amerikai Egyesült Államok         | Chicago Black Hawks     | Denveri Egyetem (WCHA)           |
| 94 | D’Arcy Ryan      | Center      | Kanada                            | Montréal Canadiens      | Yale Egyetem (ECAC)              |
| 95 | Ken Ireland      | Center      | Kanada                            | New York Rangers        | New Westminster Bruins (WCHL)    |
| 96 | Peter Gaw        | Jobb szélső | Kanada                            | Boston Bruins           | Ottawa 67’s (OMJHL)              |
|    |                  |             |                                   |                         |                                  |

### Hetedik kör
| #   | Játékos          | Poszt       | Nemzetiség         | NHL-csapat              | Egyetem/junior/klub csapat       |
| --- | ---------------- | ----------- | ------------------ | ----------------------- | -------------------------------- |
| 97  | Richard Brodeur  | Kapus       | Kanada             | New York Islanders      | Cornwall Royals (QMJHL)          |
| 98  | Scott Smith      | Bal szélső  | Kanada             | Atlanta Flames          | Regina Pats (WCHL)               |
| 99  | Danny Gloor      | Center      | Kanada             | Vancouver Canucks       | Peterborough (OMJHL)             |
| 100 | Glen Toner       | Bal szélső  | Kanada             | Los Angeles Kings       | Regina Pats (WCHL)               |
| 101 | Don McLaughlin   | Bal szélső  | Kanada             | New York Islanders      | Brandon Wheat Kings (WCHL)       |
| 102 | Mike Amodeo      | Védő        | Kanada             | California Golden Seals | Oshawa Generals (OMJHL)          |
| 103 | Serge Beaudoin   | Védő        | Kanada             | Philadelphia Flyers     | TTrois-Rivières Draveurs (QMJHL) |
| 104 | D’Arcy Keating   | Védő        | Kanada             | Pittsburgh Penguins     | Notre Dame Egyetem (WCHA)        |
| 105 | Brian Coughlin   | Védő        | Kanada             | St. Louis Blues         | Verdun Leafs (QMJHL)             |
| 106 | Glen Seperich    | Kapus       | Kanada             | Detroit Red Wings       | Kitchener Rangers (OMJHL)        |
| 107 | Monte Miron      | Védő        | Kanada             | Toronto Maple Leafs     | Clarkson Egyetem (ECAC)          |
| 108 | Chris Meloff     | Védő        | Kanada             | Minnesota North Stars   | Kitchener Rangers (OMJHL)        |
| 109 | Terry Smith      | Center      | Kanada             | Chicago Black Hawks     | Edmonton Oil Kings (WCHL)        |
| 110 | Yves Archambault | Kapus       | Kanada             | Montréal Canadiens      | Sorel Éperviers (QMJHL)          |
| 111 | Jeff Hunt        | Bal szélső  | Kanada             | New York Rangers        | Winnipeg Jets (WCHL)             |
| 112 | Gordie Clark     | Jobb szélső | Egyesült Királyság | Boston Bruins           | New Hampshire-i Egyetem (ECAC)   |
|     |                  |             |                    |                         |                                  |

### Nyolcadik kör
| #   | Játékos         | Poszt       | Nemzetiség                | NHL-csapat              | Egyetem/junior/klub csapat           |
| --- | --------------- | ----------- | ------------------------- | ----------------------- | ------------------------------------ |
| 113 | Derek Kuntz     | Bal szélső  | Kanada                    | New York Islanders      | Medicine Hat Tigers (WCHL)           |
| 114 | Dave Murphy     | Center      | Kanada                    | Atlanta Flames          | Hamilton Red Wings (OMJHL)           |
| 115 | Dennis McCord   | Védő        | Kanada                    | Vancouver Canucks       | London Knight (OMJHL)                |
| 116 | Scott MacPhail  | Jobb szélső | Kanada                    | Minnesota North Stars   | Montréal Junior Canadiens (OMJHL)    |
| 117 | René Levasseur  | Védő        | Kanada                    | New York Islanders      | Shawinigan Dynamos (QMJHL)           |
| 118 | Brent Meeke     | Védő        | Kanada                    | California Golden Seals | Niagara Falls Flyers (OMJHL)         |
| 119 | Pat Russell     | Jobb szélső | Kanada                    | Philadelphia Flyers     | Vancouver Nats (WCHL)                |
| 120 | Yves Bergeron   | Jobb szélső | Kanada                    | Pittsburgh Penguins     | Shawinigan Dynamos (QMJHL)           |
| 121 | Gary Winchester | Center      | Kanada                    | St. Louis Blues         | Wisconsini Egyetem (WCHA)            |
| 122 | Mike Ford       | Védő        | Kanada                    | Detroit Red Wings       | Brandon Wheat Kings (WCHL)           |
| 123 | Peter Williams  | Védő        | Amerikai Egyesült Államok | Toronto Maple Leafs     | Prince Edward-szigeti Egyetem (AUAA) |
| 124 | Bob Lundeen     | Védő        | Kanada                    | Minnesota North Stars   | Wisconsini Egyetem (WCHA)            |
| 125 | Billy Reay      | Jobb szélső | Kanada                    | Chicago Black Hawks     | Wisconsini Egyetem (WCHA)            |
| 126 | Graham Parsons  | Kapus       | Kanada                    | Montréal Canadiens      | Red Deer Rustlers (AJHL)             |
| 127 | Yvon Blais      | Védő        | Kanada                    | New York Rangers        | Cornwall Royals (QMJHL)              |
| 128 | Roy Carmichael  | Védő        | Kanada                    | Boston Bruins           | New Westminster Bruins (WCHL)        |
|     |                 |             |                           |                         |                                      |

### Kilencedik kör
| #   | Játékos            | Poszt       | Nemzetiség                | NHL-csapat              | Egyetem/junior/klub csapat        |
| --- | ------------------ | ----------- | ------------------------- | ----------------------- | --------------------------------- |
| 129 | Yvon Rolando       | Jobb szélső | Kanada                    | New York Islanders      | Drummondville Rangers (QMJHL)     |
| 130 | Pierre Roy         | Védő        | Kanada                    | Atlanta Flames          | Québec Remparts (QMJHL)           |
| 131 | Steve Stone        | Jobb szélső | Kanada                    | Vancouver Canucks       | Niagara Falls Flyers (OMJHL)      |
| 132 | Jean Lamarre       | Jobb szélső | Kanada                    | Atlanta Flames          | Québec Remparts (QMJHL)           |
| 133 | Bill Ennos         | Jobb szélső | Kanada                    | New York Islanders      | Vancouver Nets (WCHL)             |
| 134 | Denis Meloche      | Center      | Kanada                    | California Golden Seals | Drummondville Rangers (QMJHL)     |
| 135 | Ray Boutin         | Kapus       | Kanada                    | Philadelphia Flyers     | Sorel Éperviers (QMJHL)           |
| 136 | Jay Babcock        | Bal szélső  | Kanada                    | Pittsburgh Penguins     | London Knights (OMJHL)            |
| 137 | Pierre Archambault | Védő        | Kanada                    | New York Rangers        | Saint-Jérôme Alouettes (QMJHL)    |
| 138 | George Kuzmicz     | Védő        | Kanada                    | Detroit Red Wings       | Cornell Egyetem (ECAC)            |
| 139 | Pat Boutette       | Center      | Kanada                    | Toronto Maple Leafs     | Minnesota-Duluth-i Egyetem (WCHA) |
| 140 | Glen Mikkelson     | Jobb szélső | Kanada                    | Minnesota North Stars   | Brandon Wheat Kings (WCHL)        |
| 141 | Gary Donaldson     | Jobb szélső | Kanada                    | Chicago Black Hawks     | Victoria Cougars (WCHL)           |
| 142 | Eddie Bumacco      | Bal szélső  | Kanada                    | Montréal Canadiens      | Notre Dame Egyetem (WCHA)         |
| 143 | Garry Schofield    | Védő        | Amerikai Egyesült Államok | Toronto Maple Leafs     | Clarkson Egyetem (ECAC)           |
|     |                    |             |                           |                         |                                   |

### Tizedik kör
| #   | Játékos        | Poszt       | Nemzetiség                | NHL-csapat            | Egyetem/junior/klub csapat   |
| --- | -------------- | ----------- | ------------------------- | --------------------- | ---------------------------- |
| 144 | Garry Howatt   | Bal szélső  | Kanada                    | New York Islanders    | Flin Flon Bombers (WCHL)     |
| 145 | Steve Lyon     | Védő        | Kanada                    | Minnesota North Stars | Peterborough Petes (OMJHL)   |
| 146 | René Lambert   | Jobb szélső | Kanada                    | New York Islanders    | St. Jerome Alouettes (QMJHL) |
| 147 | Juri Kudrasovs | Center      | Kanada                    | Minnesota North Stars | Kitchener Rangers (OMJHL)    |
| 148 | Marcel Comeau  | Center      | Kanada                    | Minnesota North Stars | Edmonton Oil Kings (WCHL)    |
| 149 | Don Atchison   | Kapus       | Kanada                    | Pittsburgh Penguins   | Saskatoon Blades (WCHL)      |
| 150 | Dave Arundel   | Védő        | Amerikai Egyesült Államok | Detroit Red Wings     | Wsconsini Egyetem (WCHA)     |
| 151 | Fred Riggall   | Jobb szélső | Kanada                    | Montréal Canadiens    | Dartmouth-i Főiskola (ECAC)  |
|     |                |             |                           |                       |                              |

### Tizenegyedik kör
| #   | Játékos     | Poszt       | Nemzetiség | NHL-csapat         | Egyetem/junior/klub csapat |
| --- | ----------- | ----------- | ---------- | ------------------ | -------------------------- |
| 152 | Ron LeBlanc | Jobb szélső | Kanada     | Montréal Canadiens | Monctoni Egyetem (CIAU)    |
|     |             |             |            |                    |                            |